# Geomantis
Geomantis (лат.) — род богомолов из семейства Rivetinidae. Мелкие бескрылые богомолы, обитающие в странах Средиземноморья. Насчитывает всего 2 вида богомолов.

## Внешний вид и строение
Тело небольшое, стройное. Имаго обоих полов бескрылое. Длина головы примерно равна ширине. Глаза шаровидные, слабо выступают над поверхностью головы. Антенны короткие, нитевидные. Переднеспинка примерно такой же длины как передние тазики, выпуклая, с зубцами по краям. Брюшко стройное, 7-9 сегменты короче других. Бедра передних ног толстые и удлиненные, с 4 внутренними (дискоидальными) и 4 наружными шипами. На передних голенях 7 наружных и 9 внутренних шипов, а также конечный коготь. Церки тонкие и короткие.

## Виды и ареал
Известно 2 вида:
- Geomantis   algerica Giglio-Tos, 1916
- Geomantis larvoides Pantel, 1896

Типовой вид — Geomantis larvoides, впервые описанный в 1896 году в Испании энтомологом Хосе Пантелом. G. larvoides имеет широкий ареал в западном и северном Средиземноморье от Марокко и Португалии до Турции. Geomantis algerica известен только из Алжира, где был описан итальянским энтомологом Эрманно Джильо-Тосом в 1916 году. Статус второго вида подвергается сомнению рядом исследователей, поскольку его отличия от G. larvoides невелики.